# ادوارد لوید
ادوارد لوید (به انگلیسی: Edward Lloyd) سناتور سابق عضو حزب دموکرات ایالات متحده آمریکا بود. وی در سال ۱۸۱۹ تا ۱۸۲۴ و ۱۸۲۴ تا ۱۸۲۶ میلادی سناتور ایالت مریلند در سنای ایالات متحده آمریکا بود.